# Осотная
Осотная (укр. Осітна) — село в Уманском районе Черкасской области Украины.
Почтовый индекс — 20052. Телефонный код — 4745.

## Население
Население по переписи 2001 года составляло 780 человек.

### Языковой состав
Родной язык населения по данным переписи 2001 года:
| Язык       | Численность, чел. | Доля     |
| ---------- | ----------------- | -------- |
| Украинский | 766               | 98,21 %  |
| Русский    | 12                | 1,54 %   |
| Другое     | 2                 | 0,25 %   |
| Итого      | 780               | 100,00 % |

## Местный совет
20052, Черкасская обл., Христиновский р-н, с. Осотная